# Temperatura krzepnięcia
Temperatura krzepnięcia – temperatura, w której następuje zjawisko fizyczne krzepnięcia, definiowana także jako temperatura, w jakiej fazy ciekła i stała są ze sobą w równowadze. Temperatura krzepnięcia substancji może być niższa od temperatury topnienia.
Przy odpowiedniej czystości substancji schładzanej i pod pewnymi warunkami jest możliwe schłodzenie substancji w postaci ciekłej poniżej jej temperatury krzepnięcia. Ciecz taka nosi nazwę cieczy przechłodzonej. Zapoczątkowanie krzepnięcia (przez dostarczenie centrów krystalizacji) powoduje nagłe skrzepnięcie całej objętości cieczy i jej nagłe ogrzanie do temperatury, w jakiej ciecz normalnie by zakrzepła. 